# Marcin Cichy
Marcin Cichy (ur. 26 marca 1981 w Warszawie) – polski urzędnik państwowy, menedżer i nauczyciel akademicki, w latach 2016–2020 prezes Urzędu Komunikacji Elektronicznej.

## Życiorys
Jest absolwentem XXII Liceum Ogólnokształcącego im. Jose Marti w Warszawie. Ukończył studia na Wydziale Inżynierii Produkcji oraz w Kolegium Nauk Społecznych i Administracji Politechniki Warszawskiej, a także studia podyplomowe w zakresie analizy makroekonomicznej w Szkole Głównej Handlowej w Warszawie. 
Zaczynał pracę jako ratownik WOPR w gminie Jastarnia na Półwyspie Helskim. W latach 2005–2013 pracownik Urzędu Komunikacji Elektronicznej. Autor metodyki analiz cen usług mobilnych oraz badań preferencji konsumenckich. Prowadził projekty regulacji rynków hurtowych MTR i SMS MT, jak również wdrożenia eurotaryfy w roamingu międzynarodowym. Jako Dyrektor Departamentu Strategii i Analiz Rynku Telekomunikacyjnego kierował analityką ICT oraz strategią regulacyjną kolejnych Prezesów UKE. Tworzył akty prawne dotyczące branży telekomunikacyjnej.
W latach 2013–2016 był ekspertem ds. regulacji UPC Polska, odpowiedzialnym za pozyskiwanie regulowanego dostępu do nieruchomości i infrastruktury telekomunikacyjnej na cele inwestycyjne, a także za politykę regulacyjną w relacjach z instytucjami państwowymi. Prowadził projekty bezpieczeństwa oraz kompatybilności elektromagnetycznej sieci HFC. Współpracował z Polską Izbą Komunikacji Elektronicznej.
W marcu 2016 objął stanowisko dyrektora Biura Analiz Ministerstwa Cyfryzacji. Koordynował realizację Strategii na rzecz Odpowiedzialnego Rozwoju w obszarze cyfryzacji, a także opracowanie koncepcji dowodu osobistego z warstwą elektroniczną. Prowadził współpracę z Radą ds. Cyfryzacji oraz start-upami, odpowiadał za obszar innowacji.
Powołany na Prezesa Urzędu Komunikacji Elektronicznej przez Sejm RP 14 września 2016 za zgodą Senatu RP wyrażoną 22 września 2016 Ustawą z dnia 14 maja 2020 r. o zmianie niektórych ustaw w zakresie działań osłonowych w związku z rozprzestrzenianiem się wirusa SARS-CoV-2, jego pięcioletnia kadencja została skrócona i zakończyła się 30 maja 2020. Sprzeciw wobec skrócenia kadencji przez Sejm RP zgłosił Senat RP oraz Komisja Europejska. 2 lipca 2020 Komisja Europejska skierowała wobec Polski wezwanie do usunięcia uchybienia zobowiązaniom państwa członkowskiego, zaś 18 lutego 2021 przekazała rządowi RP uzasadnioną opinię w związku z naruszeniem prawa UE gwarantującego niezależność Prezesa UKE. Za niezgodne z prawem wspólnotowym Komisja uznała zastosowanie przez rząd RP z mocą wsteczną nowych zasad powoływania i odwoływania Prezesa UKE, co doprowadziło do przedterminowego wygaszenia mandatu Cichego na tym stanowisku. 23 września 2021 Komisja Europejska poinformowała o pozwaniu Polski do Trybunału Sprawiedliwości Unii Europejskiej za podważenie niezależności krajowego organu regulacyjnego, wskazując, iż zgodnie z przepisami UE warunki, które mogą skutkować wcześniejszym odwołaniem Prezesa UKE muszą być określone przed rozpoczęciem kadencji, co stanowi ważną gwarancję jego niezależności od politycznej presji. 
Współpracownik Centrum Studiów Antymonopolowych i Regulacyjnych na Wydziale Zarządzania Uniwersytetu Warszawskiego. W latach 2016–2018 członek Rady Narodowego Centrum Badań i Rozwoju. W latach 2016–2018 przedstawiciel Rządu RP w Komisji Narodów Zjednoczonych ds. Nauki i Technologii dla Rozwoju (CSTD). W latach 2016–2020 przedstawiciel Rządu RP w Radzie Międzynarodowej Organizacji Łączności Kosmicznej – Intersputnik. W latach 2018–2020 członek Komisji Szerokopasmowej dla Zrównoważonego Rozwoju w ramach ONZ. W 2019 wiceprzewodniczący Organu Europejskich Regulatorów Łączności Elektronicznej (BEREC) odpowiedzialny za roaming, ramy regulacyjne oraz rozwój sieci bezprzewodowych. W 2020 przewodniczący sieci regulatorów ds. łączności elektronicznej Partnerstwa Wschodniego (EaPeReg) odpowiedzialny m.in. za monitoring inicjatywy Komisji Europejskiej – EU4Digital. W 2020 wiceprzewodniczący Europejskiej Grupy Regulatorów ds. Usług Pocztowych (ERGP) realizującej strategię europejskiego jednolitego rynku cyfrowego w e-handlu.
Od czerwca 2020 dyrektor Centrum Danych i Analiz Strategicznych Politechniki Łódzkiej, od października 2023 także adiunkt w Instytucie Zarządzania tej uczelni. W czerwcu 2022 uzyskał stopień doktora w dziedzinie nauk społecznych i dyscyplinie nauk o zarządzaniu i jakości, na podstawie rozprawy pt. Rola regulatora w kształtowaniu relacji koopetycyjnych na polskim rynku telekomunikacyjnym. Laureat I nagrody XV edycji konkursu Komitetu Nauk Organizacji i Zarządzania Polskiej Akademii Nauk na prace naukowe w latach 2021-2022, w kategorii prace doktorskie. Specjalizuje się w zastosowaniu teorii gier w strategiach biznesowych przedsiębiorstw na silnie konkurencyjnych rynkach, w szczególności koncepcji gry o sumie dodatniej wg założeń Adama M. Brandenburgera i Barry'ego J. Nalebuffa. 
W latach 2020–2022 starszy doradca na region Europy, Bliskiego Wschodu i Afryki w sektorze TMT, w brytyjskiej firmie doradczej Access Partnership Ltd.. Specjalizował się w metodach dostępu do rynków nowych technologii, 5G i zarządzaniu częstotliwościami, dostępie do pasywnej infrastruktury telekomunikacyjnej, szerokopasmowym dostępie do internetu oraz relacjach regulacyjnych. Od stycznia 2023 do kwietnia 2024 Head of Market Access w regionie Europy, Bliskiego Wschodu i Afryki, w firmie doradczej Welchman Keen z siedzibą w Singapurze. Odpowiadał za relacje publiczne, strategie biznesowe, licencjonowanie oraz wsparcie rozwoju produktów TMT.
W latach 2022–2024 członek Rady Towarzystwa Ekonomistów Polskich. W maju 2024 objął stanowisko Dyrektora Zarządzającego Brytyjsko-Polskiej Izby Handlowej.